# Хав'єр Гарсія-Сінтес
Хав'єр Гарсія-Сінтес (ісп. Javier García-Sintes; нар. 2 травня 1979) — колишній іспанський тенісист.
Найвищу одиночну позицію світового рейтингу — 329 місце досяг 1 листопада 2004, парну — 298 місце — 17 Apr 2000 року.

## Титули ITF Ф'ючерс

### Одиночний розряд: (4)
| Ранг | Дата     | Турнір                    | Покриття | Суперник           | Рахунок       |
| ---- | -------- | ------------------------- | -------- | ------------------ | ------------- |
| 1.   | Сер 2003 | Польща F2, Сопот (Польща) | Ґрунт    | Ісраель Матос Хіль | 6–3, 6–2      |
| 2.   | Сер 2004 | Литва F1, Вільнюс         | Ґрунт    | Роландас Мурашка   | 6–3, 3–6, 6–1 |
| 3.   | Сер 2004 | Польща F5, Щецин          | Ґрунт    | Жосслен Уанна      | 6–2, 6–2      |
| 4.   | Жов 2004 | Грузія F2, Тбілісі        | Ґрунт    | Райнер Айцінґер    | 6–3, 6–2      |

### Парний розряд: (7)
| Ранг | Дата     | Турнір                   | Покриття | Партнер               | Суперники                                  | Рахунок          |
| ---- | -------- | ------------------------ | -------- | --------------------- | ------------------------------------------ | ---------------- |
| 1.   | Чер 1999 | Італія F11, Вальденго    | Ґрунт    | Карлос Мартінес-Комет | Массімо Делл'Аква Стефано Таралло          | 6–1, 5–7, 6–4    |
| 2.   | Тра 2001 | Марокко F1, Рабат        | Ґрунт    | Есек'єль Велес-Ортіс  | Мунір Аль Ааредж Мехді Тахірі              | 5-1, ret         |
| 3.   | Кві 2003 | Іспанія F8, Шабія        | Ґрунт    | Херман Пуентес        | Іван Ескердо-Андреу Маркос Хіменес-Летрадо | 6–7(4), 6–3, 6–2 |
| 4.   | Сер 2003 | Польща F2 Сопот (Польща) | Ґрунт    | Річард Брукс          | Філіп Аніола Томаш Беднарек                | 7–5, 6–2         |
| 5.   | Жов 2003 | Хорватія F8, Новаля      | Ґрунт    | Херман Пуентес        | Себастьян Яґер Роберт Ліндстедт            | w/o              |
| 6.   | Сер 2004 | Литва F1, Вільнюс        | Ґрунт    | Томаш Беднарек        | Майт Кюннап Янне Ояла                      | 6–1, 6–4         |
| 7.   | Сер 2004 | Польща F5, Щецин         | Ґрунт    | Томаш Беднарек        | Філіп Аніола Філіп Урбан                   | 6–4, 6–2         |